# Oxyde
 (août 2020).

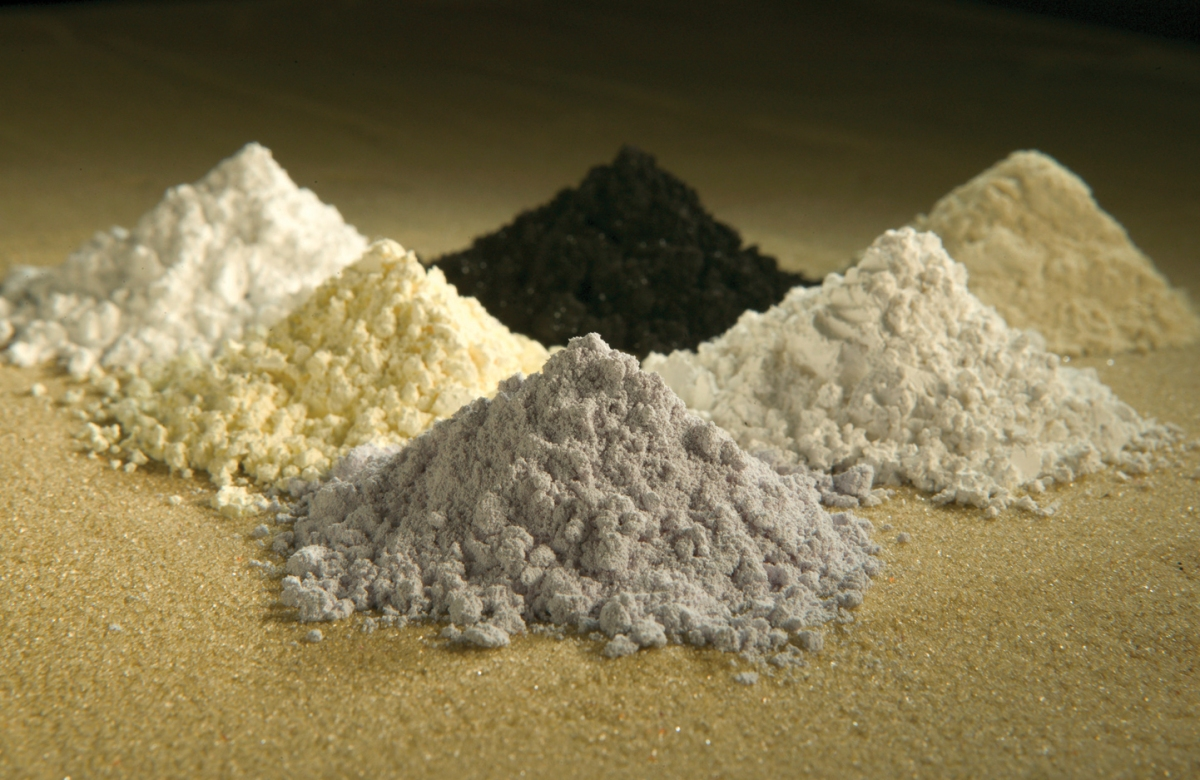
Six oxydes de terres rares (dans le sens des aiguilles d'une montre à partir d'en haut à gauche) : gadolinium, praséodyme, cérium, lanthane, néodyme et samarium.

Un oxyde, est un composé de l'oxygène avec un élément moins électronégatif que lui, c'est-à-dire tous sauf le fluor et lui-même. Le terme « oxyde » désigne également l'ion oxyde O2−.
Un oxyde contenant une proportion d'oxygène moins élevée ou plus élevée qu'un oxyde normal est appelé respectivement sous-oxyde ou peroxyde,,.

## Description

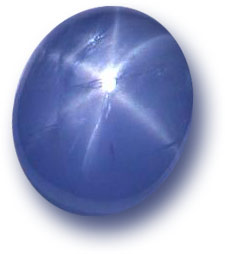
Exemple d'oxyde, l'alumine : l'Étoile de Bombay, un saphir de 182 carats (36.4 g) conservé au Smithsonian Institute.

De manière générale, on définit un oxyde comme un composé chimique constitué d'oxygène avec un autre élément chimique moins électronégatif que lui.
Par exemple, la rouille est de l'oxyde de fer et le corindon est de l'oxyde d'aluminium. La plupart des minéraux connus sur Terre sont en fait des oxydes et ils sont très répandus dans l'univers. Beaucoup d'oxydes ont une grande importance : le plus important d'entre eux est le monoxyde de dihydrogène, H2O, qui n'est autre que l'eau.
Selon le composé associé à l'oxygène et son degré d'oxydation, l'oxyde est moléculaire (eau, dioxyde de carbone) ou cristallin avec une structure qui varie d'une forte ionicité (Na2O, CaO) à des solides semi-conducteurs (FeO).
Les oxydes ont une structure, en général, cristalline, bien que certains soient amorphes (comme le verre, forme amorphe du dioxyde de silicium). Dans les oxydes cristallisés, les liaisons entre les atomes sont partiellement ioniques, partiellement covalentes et partiellement métalliques (surtout pour les degrés d'oxydation faibles des métaux de transition). Par simplification, on considère souvent des liaisons purement ioniques.
Une propriété importante des oxydes est leur comportement vis-à-vis de l'eau. Beaucoup réagissent avec l'eau pour donner des acides (d'autant plus forts que l'élément associé à l'oxygène est électronégatif ou fortement oxydé, le cas extrême étant représenté par l'acide perchlorique HClO4 mais on trouve aussi l'acide sulfurique H2SO4), de l'autre côté on trouve des oxydes basiques avec en tête les oxydes alcalins, en particulier Na2O qui réagit avec l'eau pour donner NaOH : la soude caustique fortement basique (ne pas confondre avec la soude Na2CO3) et, entre les deux, on trouve les oxydes amphotères comme CuO ou Al2O3 qui selon le contexte se comportent comme les oxydes acides ou comme les oxydes basiques.
En métallurgie, les oxydes (plus généralement des composés d'acide à base d'oxygène comme les carbonates, sulfates et autres) sont le point de départ de la production de métal par réduction pour la plupart des métaux à l'exception notable du sodium préparé à partir de son chlorure. Voir électrochimie pour plus de détails.
Presque tous les métaux forment des oxydes au contact du dioxygène. Du fait de son agressivité, le dioxygène les recouvre d'une fine couche d'oxyde. Cette couverture peut avoir pour effet de protéger le métal sous-jacent et on parle alors de passivation, ou au contraire représenter une vulnérabilité comme dans le cas du fer.
Enfin les oxydes font partie plus généralement de la famille des composés de l'oxygène au même titre que les peroxydes, les superoxydes et les ozonures.

### Lien avec la notion d'oxydation
L'origine de la notion d'oxydation est due à l'électronégativité élevée de l'oxygène (dépassée uniquement par le fluor) et de sa situation d'élément le plus abondant sur la croûte terrestre.
On considère formellement que dans les composés de l'oxygène avec l'élément il y a un transfert total d'électrons entre cet élément et l'oxygène de telle sorte que celui-ci ait la charge -2e.
Le nombre d'oxydation de l'élément est alors la charge du cation obtenu pour réaliser cette condition.

### Nomenclature
Quand il existe différents oxydes d'un même élément E, on ajoute un préfixe au mot oxyde. Ce préfixe caractérise le rapport nO / nE des nombres d'atomes d'oxygène et de l'élément E (de formule chimique EnEOnO) :
| nO / nE | Préfixe                 |
| ------- | ----------------------- |
| 1/2     | hémi                    |
| 1       | mon                     |
| 3/2     | sesqui (ou hémitri)     |
| 2       | di                      |
| 5/2     | hémipent (ou hémipenta) |
| 3       | tri                     |
| 7/2     | hémihept (ou hémihepta) |
| 4       | tétr (ou tétra)         |
| 5       | pent (ou penta)         |

#### Exemples
Oxydes métalliques :
- Na2O : oxyde de sodium (seul oxyde possible) ;
- MgO : oxyde de magnésium (seul oxyde possible) ;
- Cr2O3 : sesquioxyde de chrome (nO / nCr = 3/2) ;
- CrO3 : trioxyde de chrome (nO / nCr = 3).

Oxydes non-métalliques :
- Cl2O : monoxyde de dichlore ou hémioxyde de chlore (nO / nCl = 1/2) ;
- B2O3 : sesquioxyde de bore (nO / nB = 3/2) ;
- P2O3 : sesquioxyde de phosphore (nO / nP = 3/2) ;
- P2O5 : hémipentoxyde de phosphore (nO / nP = 5/2) ;
- (CH3)3NO : oxyde de triméthylamine (seul oxyde possible) ;
- SiO2 : dioxyde de silicium (silice) (nO / nSi = 2) ;
- SiO : monoxyde de silicium[8] (nO / nSi = 1).

## Préparation
À partir de l'état naturel, il est souvent inutile de faire réagir chimiquement un oxyde et un simple traitement physique sert à isoler l'oxyde. Les traitements chimiques servent plus souvent à séparer les métaux dans les oxydes multiples qu'à obtenir l'oxyde à partir d'un composé, même si cette opération est souvent réalisée avec les sulfures métalliques de fer et de cuivre en particulier.
En laboratoire, on peut précipiter l'oxyde du métal directement (rarement) ou en deux étapes l'hydroxyde ou le carbonate du métal et récupérer l'oxyde par grillage et élimination d'eau ou de CO2.

## Utilisations

### En tant que matériaux

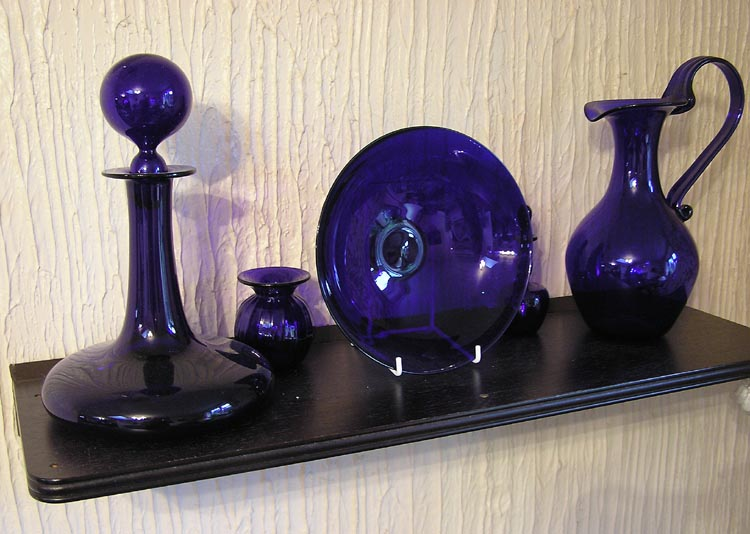
Deux exemples d'utilisation d'oxydes : un verre (majoritairement SiO_{2}) teinté en bleu par ajout d'oxyde de cobalt.

Beaucoup d'oxydes ont des propriétés intéressantes comme :
- semi-conducteurs : oxyde de fer(II) (FeO) ;
- supraconducteurs : oxydes mixte de baryum, de cuivre et d'yttrium (YBa2Cu3O7-δ) ;
- réfractaires : oxyde de cérium(IV) (CeO2 ; point de fusion de 2 400 °C), alumine (Al2O3), oxyde de magnésium (MgO) ;
- colorants : dioxyde de titane (TiO2), blanc pour la peinture, divers oxydes de chrome entre autres pour le verre ;
- catalyseurs : alumine, zéolithes à base de silice SiO2, oxydes de platine (catalyseur d'Adams, etc.) ;
- matériaux composites, céramique, ciments et verres : surtout la silice dans les verres, le calcaire ou la calcite (CaCO3) dans les ciments ;
- combustibles dans les centrales nucléaires (sous forme d'oxydes parce qu'ils sont plus maniables sous cette forme, l'uranium réagissant spontanément avec l'air au-delà d'une certaine température).

### Dans des réactions chimiques
- Préparation de métaux :
  - fer à partir de Fe2O3 et Fe3O4 (voir sidérurgie)Oxyde ferrique. ;

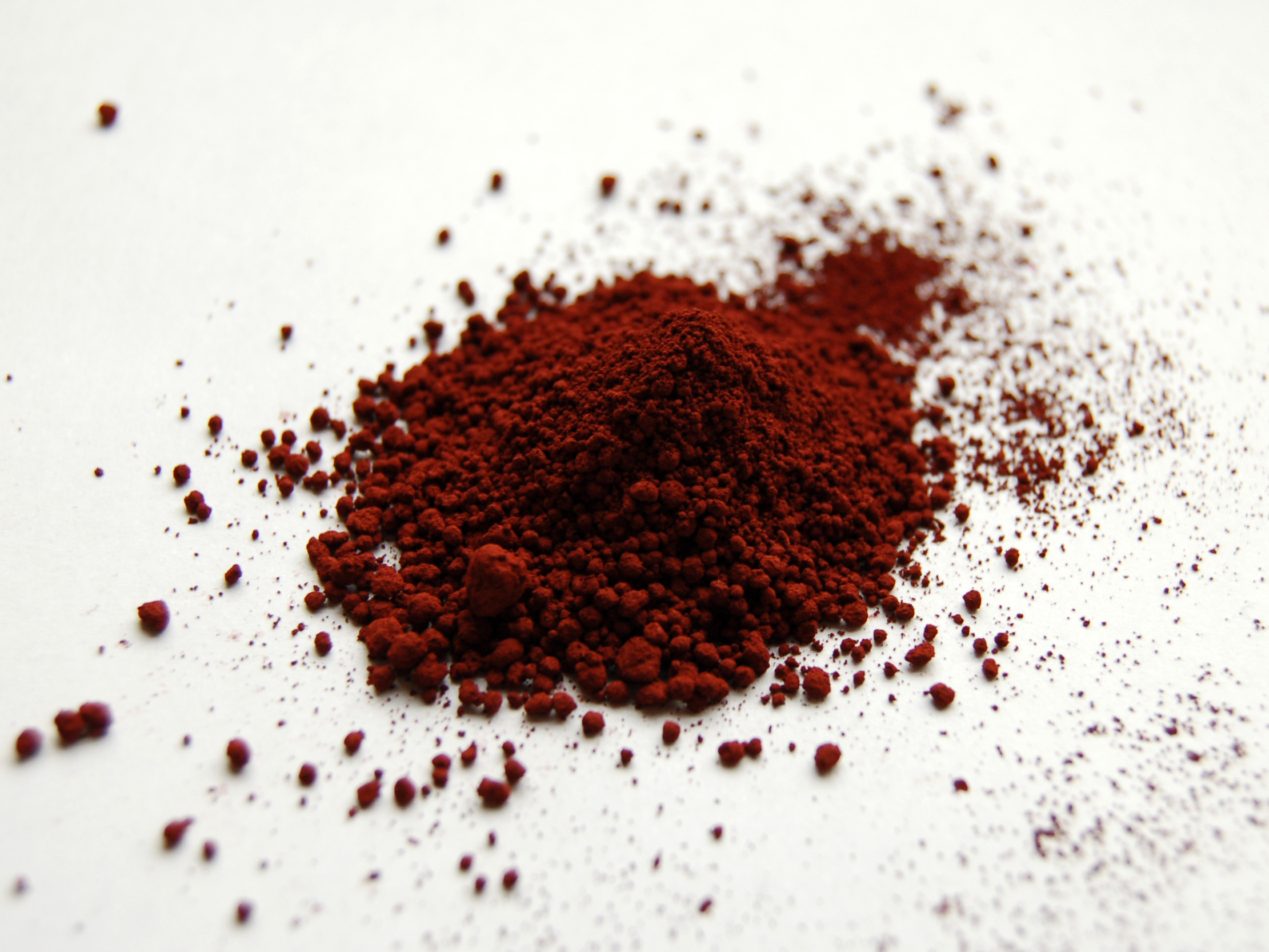
Oxyde ferrique.

  - aluminium à partir d’alumine (Voir réduction électrolytique de l'aluminium) ;
  - hydrogène à partir de l’eau ;
  - et beaucoup d’autres métaux parmi lesquels l’uranium, le tungstène, le molybdène, l’étain, le titane (en passant par TiCl4), le silicium.
- Réactions en chimie organique :
  - réactions d’addition d’organométalliques sur CO2 ou des cétones ;
  - réaction avec SO3 pour produire des sulfones ;
  - réaction d’oxydation par MnO4−, CrO3 ;
  - déshydratation par P2O5 ;
  - catalyse, en particulier l’alumine et les zéolithes.
- En chimie minérale :
  - avec l’eau pour produire des oxoacides comme SO3 + H2O → H2SO4 ;
  - production de bases fortes Na2O ;
  - agents oxydants/transporteurs d’oxygène : oxydes d’azote, acide nitrique, permanganate, perchlorates (voir explosifs) ;
  - agents colorants des feux d’artifice (oxydes métalliques).
- En biologie :
  - l’acide phosphorique à base d’oxyde de phosphore joue un rôle d’extrême importance en tant qu’élément de la structure de la molécule d’ADN et des transporteurs d’énergie comme l’ADP ;
  - on a constaté que les cellules tueuses de notre système immunitaire sécrétaient du monoxyde d’azote pour tuer leur victime.

## Aspect environnemental
Du fait de leur pouvoir oxydant, de leur réaction avec l'eau ou de leur structure, certains oxydes peuvent poser des problèmes environnementaux, dont :
- l'effet de serre : dioxyde de carbone et eau ;
- la pollution atmosphérique nocive : oxydes d'azote, oxydes de soufre ;
- la pollution des eaux (rejets miniers acides, contamination par des nitrates).